# Anna Zammert
Anna Zammert, född 1898, död 1982, var en tysk politiker (socialdemokrat) och fackföreningsledare. Hon var ledamot i den tyska riksdagen 1930–1933. 
Hon arbetade inom brunkolsindustrin och på vägbyggen då hon 1917 blev medlem i Tysklands oberoende socialdemokratiska parti. Hon arbetade från 1918 inom fackföreningen och var 1927–1933 den första kvinnliga facksekreteraren i Tyskland. Hon valdes 1930 in i riksdagen, men förlorade sin plats vid nazisternas maktövertagande 1933. Hon arresterades flera gånger av nazisterna och tvingades 1935 fly undan Gestapo till Danmark och sedan Norge: därifrån flydde hon 1940 till Sverige. Hon var 1943–1945 styrelsemedlem i tyska förbundet i Sverige. Hon återvände till Tyskland 1946, men flyttade tillbaka till Sverige 1953, där hon arbetade inom Riksförbundet. Hon bosatte sig slutligen i Tyskland 1975.